# Fédération de Sint Maarten de football
 (mars 2023).
Si vous disposez d'ouvrages ou d'articles de référence ou si vous connaissez des sites web de qualité traitant du thème abordé ici, merci de compléter l'article en donnant les références utiles à sa vérifiabilité et en les liant à la section « Notes et références ».

Logo de la fédération.

La Fédération de Sint Maarten de football (Sint Maarten Soccer Association (en) SMSA) est une association regroupant les clubs de football de Sint Maarten (Antilles néerlandaises) et organisant les compétitions nationales et les matchs internationaux de la sélection de Sint Maarten.
La fédération nationale de Sint Maarten a été fondée en 1979. Elle n'est pas affiliée à la FIFA mais est membre associée de la CONCACAF depuis 1998.